# Matan Barashi
Matan Barashi o Brashi (en hebreo: מתן בראשי‎; (n. 6 de mayo de 1988) es un futbolista israelí que actualmente juega para el Beitar Jerusalem FC de la Ligat ha'Al de Israel. Debutó en 2008 en el Beitar Jerusalén, participando por primera vez en un partido el 1 de diciembre del mismo año contra el Bnei Sakhnin.

## Selección nacional
Ha sido internacional con la Selección de fútbol de Israel Sub-18 y Sub-19.

## Clubes
| Club                                    | País   | Año         |
| --------------------------------------- | ------ | ----------- |
| Beitar Jerusalén                        | Israel | 2008-2015   |
| Hapoel Jerusalem FC (cesión)            | Israel | 2009 - 2010 |
| Hapoel Katamon Jerusalem F.C.(cesión)   | Israel | 2013-2014   |
| Hakoah Maccabi Amidar Ramat Gan(cesión) | Israel | 2014-2015   |
| Hapoel Ironi Baqa al-Gharbiyye F.C.     | Israel | 2015        |
| Hapoel Hod HaSharon F.C.                | Israel | 2015-2016   |
| Ihud Bnei Majd al-Krum F.C.             | Israel | 2016        |
| Agudat Sport Nordia Jerusalem           | Israel | 2016        |
| Ironi Beit Shemesh F.C.                 | Israel | 2016-       |